# 闊船蛸
闊船蛸，中國大陸稱錦葵船蛸，也称舡鱼，属头足纲船蛸科的物種。
通俗名稱源自於褐白色的卵盒，中國廣東地區稱呼它為「灰海馬巢」。本物種的雌性，就像所有船蛸一樣，製造薄紙般的卵盒以利於章魚盤繞在內，就這方面來說很像是隻鸚鵡螺居住在它的貝殼裡（由此而得到一個稱呼：「紙鸚鵡螺」）。卵盒具有寬闊的龍骨，帶給了它方形外觀的特徵，少量圓形的結瘤順著龍骨分佈，並且較少有超過 40 條平滑紋脈橫越卵盒的側邊。卵盒全長通常是在大約 80 毫米，然而例外的標本可以超過 120 毫米；世界紀錄尺寸是台灣產的 121.5 毫米標本。

## 特征描述

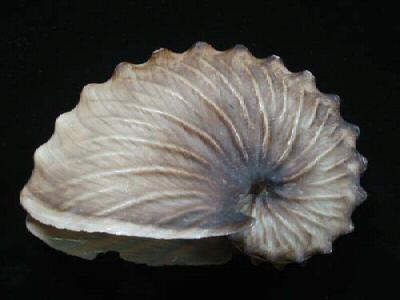
闊船蛸「北方」型，標本採自台灣（121.5 毫米）

闊船蛸是世界性的物種，出現在全球各地的熱帶及亞熱帶水域。牠是非常多變的種類，而且已經發現到存在著至少兩類明顯的型態：「南方」型和「北方」型（見圖）。從前產量最豐富的是在菲律賓和南中國海。牠是一種非常小型的動物，包括殼在內少見有超過 80 毫米，而且有些欠缺翼狀突起，縱然這一品種取了這樣的英語名稱：「Winged Argonaut」（有翼的船蛸）。「北方」型發現在台灣、香港和日本周圍的水域，出產許多寬大、深色、更堅固、特有的翼狀突起並可達到 120 毫米的卵盒。卵盒通常很少比「南方」型瘦長，而且欠缺「南方」型特有的陶瓷般光亮。需要更進一步的研究來判定，不論這些型態是否意味著兩類的識別物種。
本種的出沒地點與有近緣關係的偏口船蛸一樣產自東北太平洋，而窄小的波氏船蛸產自印度洋。模式產地和模式存放處目前不明。
闊船蛸具有兩性異形的現象，雄性達到性成熟時，外套膜全長（ML）約在 7 毫米，據推測達到最大尺寸。雌性成熟時，約在扁船蛸大小的一半。牠們開始進行分泌一個卵盒在 6.5 到 7 毫米。通常當雌性達到 14 到 15 毫米開始儲放卵囊；雌闊船蛸產下牠們的卵不遲於 18 到 20 毫米。然而，尺寸有發生不同的橫跨範圍。雌性能成長到 50 毫米，然而雄性並不會超過 20 毫米。

## 生態與行為

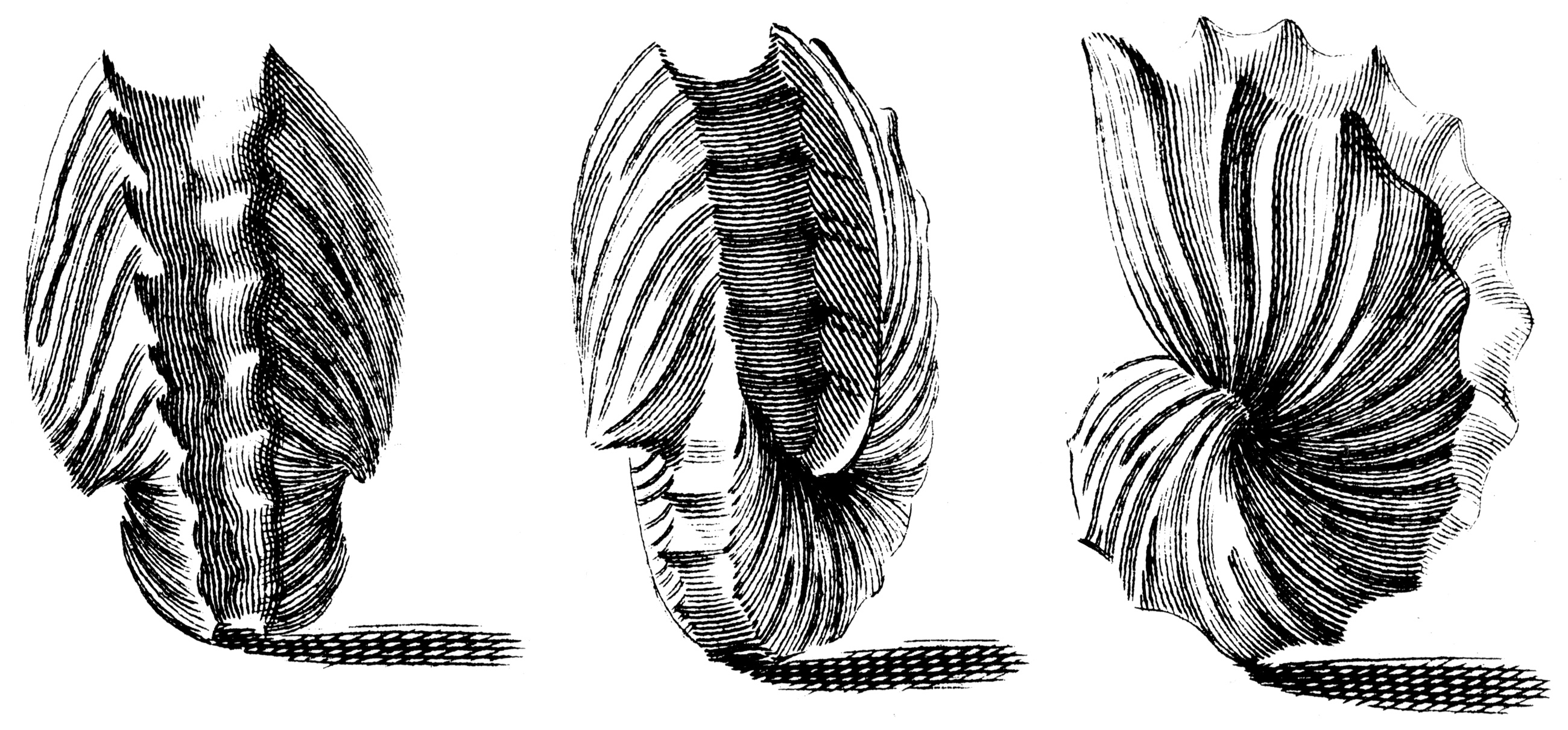
已知最早一幅闊船蛸的描繪，出自1742年尼科羅·瓜堤利（Niccolò Gualtieri）的著作Index Testarum Conchyliorum

闊船蛸已知會在海面上黏著漂浮物，包括其他船蛸。有報告說一連串大小類似的船蛸接近 20 到 30 隻。當其他雌船蛸們抓住並攀上前一隻船蛸腹部的殼時，第一隻雌船蛸在鎖鍊般的串聯中，通常會纏上某些無生命的物體。吉爾伯特·沃斯（Gilbert Voss）和高登·威廉森（Gordon Williamson）在香港近岸海面觀察到六隻活潑成對的雌闊船蛸串在一起游泳。
本種主要是以遠洋軟體動物為食。報告指出，有浮游異足類的遺體取自闊船蛸的胃部。本物種也被許多掠食者捕食。有報告提到，牠在西南太平洋的長吻帆蜥魚的胃含物裡面。
在寬廣的海洋，常觀測到闊船蛸伴隨著水母。在菲律賓，清楚地描述牠游在珍珠水母（學名：Phyllorhiza punctata）的頭部上。這項行為早已被知悉一段很長的時間，雖然對於這項關係早先在1992年黑格爾（以及其他人）的著作已經有少許的了解。
水下攝影師馬克·史翠南（Mark Strickland）在緬甸安達曼海丹老群島觀察並拍攝到一隻雌闊船蛸黏著一隻水母。觀察到船蛸正利用覆蓋在水母的表面，使這隻動物旋轉來隱藏牠自己，免除潛在的掠食者（在這項攝影師的例子）。也目擊到水母像一座「狩獵平臺」般地被船蛸利用，如同牠「巧妙地操控牠的主人靠向一隻小型的櫛水母，迅速地用另一對觸手抓住並且狼吞虎嚥地吃了牠」。

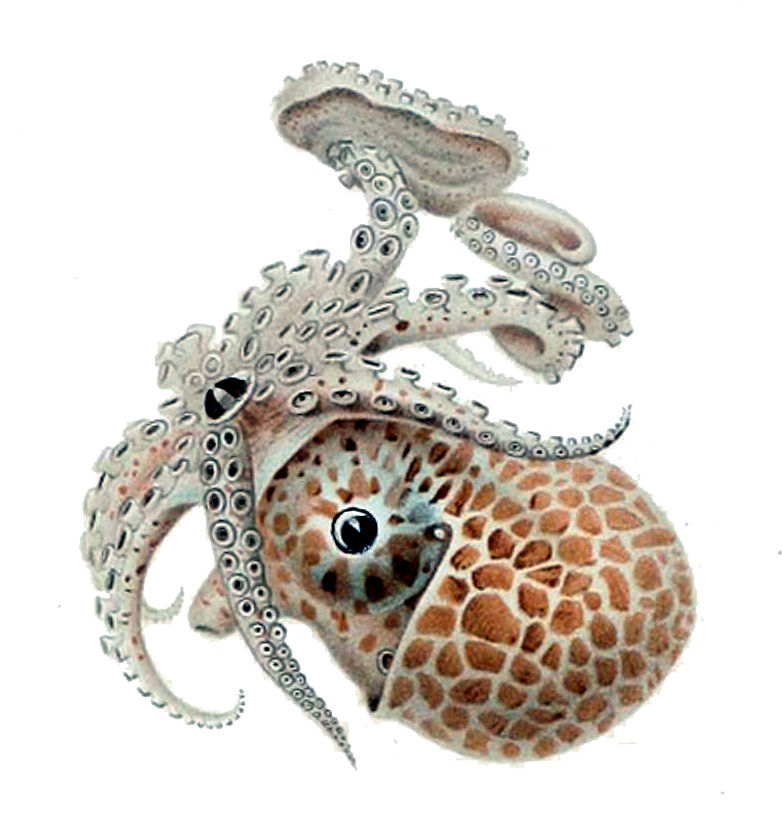
雌性幼體（6.5毫米）來自南大西洋赤道附近
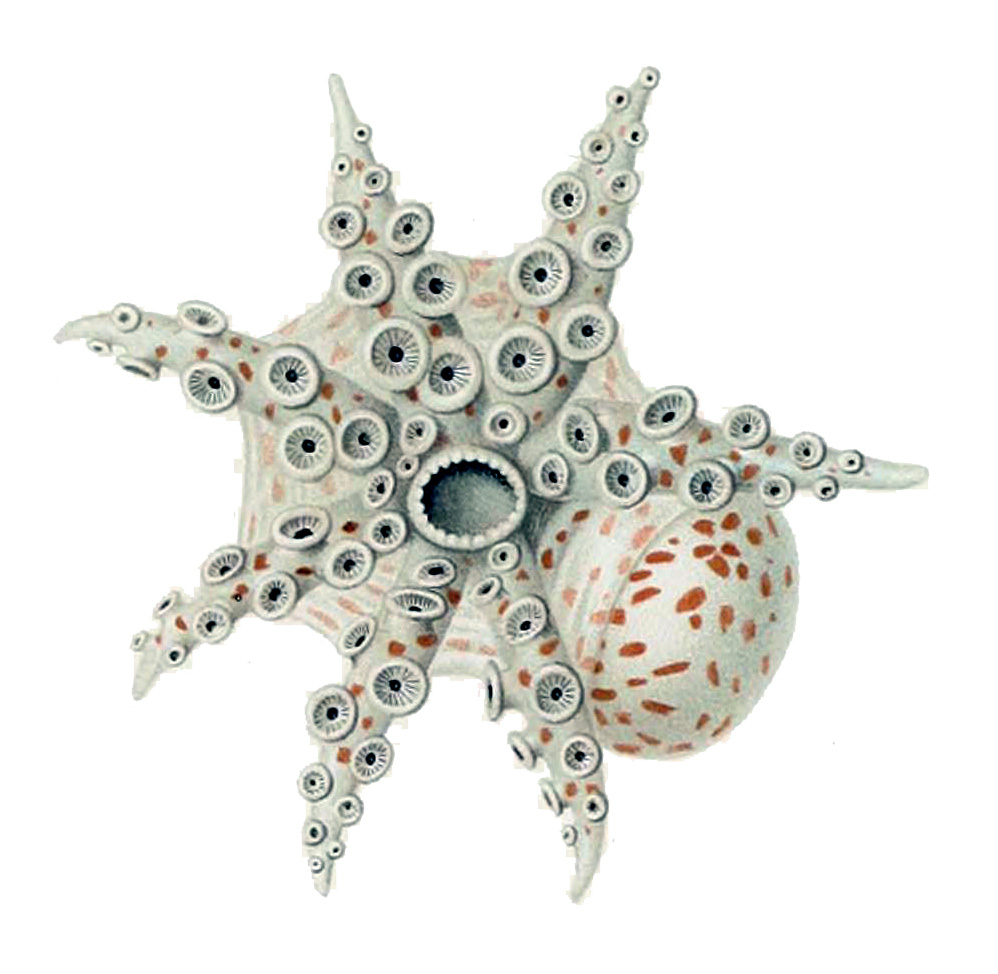
外觀尚未成熟的雄性（5.0毫米）來自南大西洋赤道附近
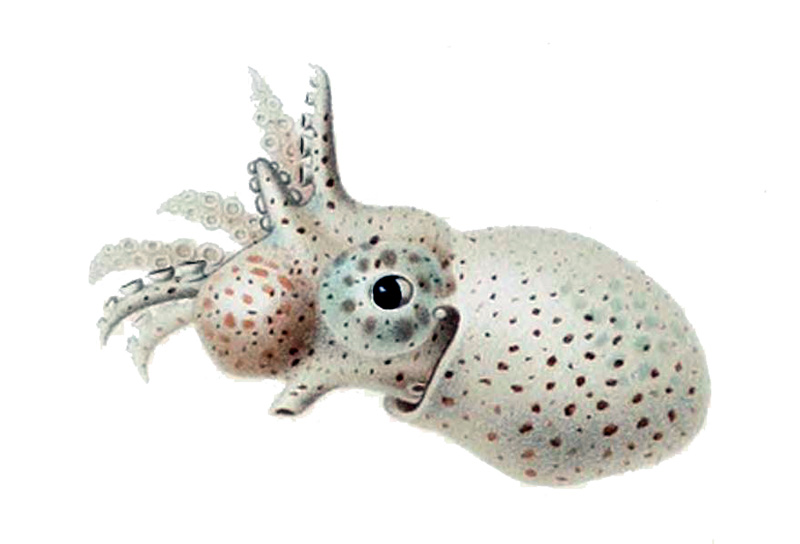
同一動物的嘴部觀察；提到修改了交接腕
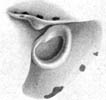
雄性幼體的漏斗和外套膜閉鎖器（5.0毫米）來自南大西洋赤道附近

## 外部連結
- 頭足綱資料庫（CephBase）： 闊船蛸
- （英文） 生命樹網路計劃：船蛸屬 （页面存档备份，存于）
- （英文） 菲律賓的海洋動物圖解 （页面存档备份，存于）
- （繁體中文） 台灣貝類資料庫：世界常見貝類名錄：闊船蛸 （页面存档备份，存于）
- （繁體中文） 台灣貝類資料庫：台灣貝類名錄：闊船蛸 （页面存档备份，存于）
- （繁體中文） 闊船蛸( Argonauta hians ) （页面存档备份，存于） 數位典藏聯合目錄